# Eochaid Étgudach
Eochaid o Eochu Étgudach o Etgedach (fl. XVI-XII secolo a.C.) figlio di Daire Doimthech, un discendente di Lugaid mac Ítha, nipote di Míl Espáine, fu, secondo le leggende e la tradizione storica medievali irlandesi, un antico re supremo d'Irlanda.
Per il Lebor Gabála Érenn fu scelto come re dagli irlandesi che erano sopravvissuti alla morte di re Tigernmas e della maggior parte della popolazione dell'isola mentre costoro stavano venerando il dio Crom Cruach. Sarebbe stato lui a introdurre la corrispondenza tra numeri di colori sulle vesti e rango sociale, da uno per gli schiavi a sette per re e regine.
Regnò per sette anni prima di essere ucciso in battaglia a Tara da Cermna Finn, che successe sul trono insieme al fratello Sobairce. Il suo regno viene sincronizzato con quello di Eupale in Assiria Goffredo Keating colloca il suo regno dal 1159 al 1155 a.C., mentre gli Annali dei Quattro Maestri (secondo cui ci fu un interregno di sette anni tra la morte Tigernmas e l'ascesa al trono di Eochaid) dal 1537 al 1533 a.C.